# Caragana kozlowii
Caragana kozlowii är en ärtväxtart som beskrevs av Vladimir Leontjevitj Komarov. Caragana kozlowii ingår i släktet karaganer, och familjen ärtväxter. Inga underarter finns listade i Catalogue of Life.